# هیتکوت، ویکتوریا
هیتکوت (به انگلیسی: Heathcote) یک شهرک در استرالیا است که در ویکتوریا (استرالیا) واقع شده‌است.